# Giro de les Regions
El Giro de les Regions era una competició ciclista per etapes que es va disputar del 1976 i 2010 a la Itàlia. Estava reservada a ciclistes menors de 23 anys, i va formar part de la Copa de les Nacions UCI sub-23 i del calendari de l'UCI Europa Tour.
Les dificultats econòmiques van provocar l'anul·lació de la cursa el 2008. El 2010 tornà a disputar-se en dues etapes, per tornar a desaparèixer posteriorment ja de manera definitiva.
Sergueï Soukhoroutchenkov i Jiří Škoda, amb dues victòries, són els ciclistes que més vegades han guanyat aquesta competició.

## Palmarès
| Any  | Vencedor                  | Segon                   | Tercer              |
| ---- | ------------------------- | ----------------------- | ------------------- |
| 1976 | Carmelo Barone            | Giuseppe Passuello      | Dino Porrini        |
| 1977 | Eddy Schepers             | Claudio Corti           | Henk Mutsaars       |
| 1978 | Aavo Pikkuus              | Yuri Zakharov           | Tommy Prim          |
| 1979 | Sergueï Soukhoroutchenkov | Aleksandr Averin        | Serguei Nikitenko   |
| 1980 | Alberto Minetti           | Marco Cattaneo          | Jordan Penčev       |
| 1981 | Sergueï Soukhoroutchenkov | Youri Barinov           | Ivan Mitchenko      |
| 1982 | Ivan Miščenko             | Viktor Demidenko        | Nico Emonds         |
| 1983 | Helmut Wechselberger      | Eduardo Alonso Gonzalez | Thurlow Rogers      |
| 1984 | Jiří Škoda                | Sergeï Voronin          | Uwe Raab            |
| 1985 | Flavio Giupponi           | Primož Čerin            | Bernard Richard     |
| 1986 | Jiří Škoda                | Maurizio Fondriest      | Valeri Malaschenkov |
| 1987 | Dmitri Kónixev            | Dieter Nieheus          | Viktor Klimov       |
| 1988 | Sergio Carcano            | Sergeï Uslamin          | Maik Landsmann      |
| 1989 | Christophe Manin          | Dietmar Hauer           | Rolf Rutschmann     |
| 1990 | Dietmar Hauer             | Roberto Caruso          | Pavel Tonkov        |
| 1991 | Davide Rebellin           | José Lamy               | Nicola Minali       |
| 1992 | Roberto Petito            | Andreas Lebsanft        | Alexandr Shefer     |
| 1993 | Pavel Tcherkasov          | Laurent Roux            | Oscar Camenzind     |
| 1994 | Dirk Baldinger            | Eddy Mazzoleni          | Rafael Díaz Justo   |
| 1995 | Tobias Steinhauser        | Uwe Peschel             | Daniele Sgnaolin    |
| 1996 | Giuliano Figueras         | Alessandro Spezialetti  | Unai Osa            |
| 1997 | Fabio Malberti            | Danilo Di Luca          | Gianmario Ortenzi   |
| 1998 | Gianmario Ortenzi         | Valentino China         | Denis Lunghi        |
| 1999 | Leonardo Giordani         | Ivan Basso              | Volodímir Hústov    |
| 2000 | Graziano Gasparri         | Patrik Sinkewitz        | Giampaolo Caruso    |
| 2001 | Iaroslav Popòvitx         | Michele Scarponi        | Damiano Cunego      |
| 2002 | Antonio Quadranti         | Vladímir Gússev         | Aleksandr Bespalov  |
| 2003 | Kristjan Fajt             | Denís Kostiuk           | Tomaž Nose          |
| 2004 | Andrí Hrivko              | Maksim Belkov           | Giovanni Visconti   |
| 2005 | Luigi Sestili             | Roman Kreuziger         | Peter Velits        |
| 2006 | Dmitrò Hrabovski          | Maksim Belkov           | Jelle Vanendert     |
| 2007 | Rui Costa                 | Dennis van Winden       | Gašper Švab         |
| 2008 | Vitali Buts               | Rui Costa               | Kristjan Koren      |
| 2009 | no disputat               | no disputat             | no disputat         |
| 2010 | Enrico Battaglin          | Jan Tratnik             | Angelo Pagani       |